# Premio Elmer A. Sperry
Il premio Elmer A. Sperry, intitolato all'omonimo all'inventore e imprenditore, è un premio americano per l'ingegneria dei trasporti.
È stato dato istituito nel 1955 per "un contributo ingegneristico che, attraverso l'applicazione sul campo, ha fatto progredire l'arte del trasporto via terra, mare o aria". Il premio viene assegnato congiuntamente dall'American Institute of Aeronautics and Astronautics, Institute of Electrical and Electronics Engineers, Society of Automotive Engineers, Society of Naval Architects and Marine Engineers, American Society of Civil Engineers, e American Society of Mechanical Engineers (che amministra il premio). Lo scopo del premio è di incoraggiare i progressi nell'ingegneria dei trasporti.

## Vincitori del premio
Fonte: premio Elmer A. Sperry
- 1955 William Francis Gibbs, per lo sviluppo della S.S. United States
- 1956 Donald W. Douglas, per la serie di aerei DC
- 1957 Harold L. Hamilton, Richard M. Dilworth e Eugene W. Kettering, per lo sviluppo della Locomotiva termica
- 1958 Ferdinand Porsche (in memoriam) e Heinz Nordhoff, per lo sviluppo della Volkswagen
- 1959 Sir Geoffrey De Havilland, Major Frank B. Halford (in memoriam) e Charles C. Walker, per il primo aereo passeggeri e relativi motori di tipo jet
- 1960 Frederick Darcy Braddon, Sperry Gyroscope Company, per il sistema di navigazione giroscopico a tre assi
- 1961 Robert Gilmore LeTourneau, Firestone Tire and Rubber Company, per i mezzi di movimento terra a grande capacità ed i relativi pneumatici di giganti dimensioni
- 1962 Lloyd J. Hibbard, l'applicazione del raddrizzatore ignitron alle locomotive elettriche
- 1963 Earl A. Thompson, per la progettazione e lo sviluppo della prima automobile con trasmissione automatica
- 1964 Igor Sikorsky e Michael E. Gluhareff, Sikorsky Aircraft Division, United Aircraft Corporation, sviluppo dell'elicottero high-lift, che ha portato allo Skycrane
- 1965 Maynard L. Pennell, Richard L. Rouzie, John E. Steiner, William H. Cook e Richard L. Loesch, Jr., Divisione aeroplani commerciali, Boeing Company, per la progettazione e produzione della famiglia jet che include 707, 720 e 727
- 1966 Hideo Shima, Matsutaro Fuji e Shigenari Oishi, Ferrovie Nazionali Giapponesi, per lo sviluppo della   Tokaido Shinkansen
- 1967 Edward R. Dye (in memoriam), Hugh DeHaven e Robert A. Wolf, Cornell Aeronautical Laboratory, per il loro contributo alla sicurezza nel settore automobilistico
- 1968 Christopher S. Cockerell e Richard Stanton-Jones, per lo sviluppo dell'utilizo commerciale degli Hovercrafts.
- 1969 Douglas C. MacMillan, M. Nielsen e Edward L. Teale, Jr. per la progettazione e costruzione della N.S. Savannah
- 1970 Charles Stark Draper del MIT Instrumentation Laboratories, per l'applicazione con successo dei sistemi di navigazione inerziale alla navigazione area commerciale.
- 1971 Sedgwick N. Wight (in memoriam) e George W. Baughman, per lo sviluppo del controllo centralizzato del traffico ferroviario
- 1972 Leonard S. Hobbs e Perry W. Pratt, Pratt & Whitney Aircraft Division della United Aircraft Corporation, per la progettazione e sviluppo del Pratt and Whitney JT3 turbojet engine
- 1973–74 Nessun premio
- 1975 Jerome L. Goldman, Frank A. Nemec e James J. Henry, Friede and Goldman, Inc. e Alfred W. Schwendtner, per la progettazione e lo sviluppo della chiatta che trasporta navi mercantili
- 1977 Clifford L. Eastburg and Harley J. Urbach, Railroad Engineering Department of The Timken Company, per lo sviluppo dei cuscinetti a rulli conici per utilizzo ferroviario ed industriale
- 1978 Robert Puiseux, Manufacture Française des Pneumatiques Michelin per lo sviluppo dello pneumatico radiale.
- 1979 Leslie J. Clark, per il suo contributo all'ideazione e all'iniziale sviluppo del trasporto via mare del gas naturale liquefatto
- 1980 William M. Allen, Malcolm T. Stamper, Joseph F. Sutter e Everette L. Webb, Boeing Commercial Airplane Company, per l'introduzione degli aeromobili commerciali a largo raggio
- 1981 Edward J. Wasp, per lo sviluppo del trasporto con condotte a lunga distanza di carbone e altri materiali solidi finemente suddivisi
- 1982 Jörg Brenneisen, Ehrhard Futterlieb, Joachim Körber, Edmund Müller, G. Reiner Nill, Manfred Schulz, Herbert Stemmler e Werner Teich,  per il loro sviluppo di trasmissioni a motore a induzione con frequenza regolabile per locomotive a motore diesel ed elettrico
- 1983 Sir George Edwards; General Henri Ziegler; Sir Stanley Hooker, (in memoriam); Sir Archibald Russell; e André Turcat; in ricordo dei loro eccezionali contributi internazionali alla riuscita introduzione di aerei supersonici commerciali come il Concorde
- 1984 Frederick Aronowitz, Joseph E. Killpatrick, Warren M. Macek e Theodore J. Podgorski, per lo sviluppo di un sistema giroscopico laser ad anello incorporato in una nuova serie di jet commerciali
- 1985 Richard K. Quinn, Carlton E. Tripp and George H. Plude per numerosi concetti di design innovativi ed un insolito metodo di costruzione della prima nave Great Lakes a scarico automatico da 1.000 piedi, la M/V Stewart J. Cort
- 1986 George W. Jeffs, Dr. William R. Lucas, Dr. George E. Mueller, George F. Page, Robert F. Thompson e John F. Yardley, per il loro contributo al concept ed alla realizzazione di uno Space Transportation System riutilizzabile
- 1987 Harry R. Wetenkamp, per il suo contributo allo sviluppo di progetti di ruote ferroviarie a piastra curva
- 1988 John Alvin Pierce, per il suo lavoro allo OMEGA Navigation System
- 1989 Harold E. Froehlich, Charles B. Momsen, Jr., e Allyn C. Vine, per lo sviluppo del sottomarino per immersioni profonde DSV Alvin
- 1990 Claud M. Davis, Richard B. Hanrahan, John F. Keeley, e James H. Mollenauer, per lo sviluppo del sistema di controllo del traffico aereo in rotta dell'Amministrazione federale dell'aviazione
- 1991 Malcom Purcell McLean, per il suo lavoro sulla containerizzazione intermodale
- 1992 Daniel K. Ludwig (in memoriam)  per lo sviluppo del moderno supertanker
- 1993 Heinz Leiber, WolfDieter Jonner e Hans Jürgen Gerstenmeier, Robert Bosch GmbH per lo sviluppo del Sistema anti bloccaggio ABS nei veicoli a motore
- 1994 Russell G. Altherr, per lo sviluppo di un connettore allentato per vagoni merci ferroviari articolati
- 1995 Nessun premio
- 1996 Thomas G. Butler (in memoriam) e Richard H. MacNeal(in memoriam),  per lo sviluppo della NASA Structural Analysis (NASTRAN) come strumento di lavoro per il calcolo metodo degli elementi finiti
- 1997 Nessun premio
- 1998 Bradford W. Parkinson, per lo sviluppo del Global Positioning System (GPS) per la navigazione precisa dei veicoli di trasporto
- 1999 Nessun premio
- 2000 Il personale della Société Nationale des Chemins de fer Français (SNCF) e ALSTOM tra il 1965 ed il 1981 che crearono l'iniziale sistema TGV di alta velocità ferroviaria
- 2001 Nessun premio
- 2002 Raymond Pearlson, per lo sviluppo di un nuovo sistema per sollevare le navi dall'acqua per la riparazione
- 2003 Nessun premio
- 2004 Josef Becker, per lo sviluppo del Rudderpropeller, un sistema combinato di propulsione e sterzo
- 2005 Victor Wouk, per il suo sviluppo di sistemi di propulsione ibrida con motore a motore elettrico a benzina per automobili e per i suoi risultati nella tecnologia degli alimentatori elettrici e batterie piccoli e leggeri
- 2006 Antony Jameson, per la sua fluidodinamica computazionale nella progettazione degli aerei.
- 2007 Robert F. Cook, Peter T. Mahal, Pam L. Phillips, and James C. White, for their work in developing Engineered Materials Arresting Systems (EMAS) for airport runway safety areas.
- 2008 Thomas P. Stafford, Glynn S. Lunney, Aleksei A. Leonov, Konstantin D. Bushuyev, per il loro lavoro sulla missione Apollo-Sojuz e la progettazione dell'interfaccia di attracco Apollo-Sojuz
- 2009 Boris Popov, per lo sviluppo del sistema di paracadute balistico che consente la discesa sicura di aeromobili in avaria
- 2010 Takuma Yamaguchi,  per la sua invenzione di Articouple per consentire un articolato sistema di trasporto su vie navigabili di rimorchiatori e chiatte (AT / B)
- 2012 Zigmund Bluvband, presidente, ALD Group e Herbert Hecht, ingegnere capo, SoHaR Incorporated
- 2013 C. Donald Bateman, per il loro sviluppo dell'Honeywell Ground Proximity Warning System (GPWS)[1]
- 2014 Alden J. "Doc" Laborde, Bruce G. Collipp e Alan C. McClure, per i loro sviluppi tecnologici nell'esplorazione e nella produzione offshore di petrolio e gas in acque profonde[2]
- 2015 Michael Sinnet ed il team di sviluppo del 787-8, per il loro lavoro sul Boeing 787-8[3]
- 2016 Harri Kulovaara, per aver introdotto sviluppi per migliorare l'efficienza, la sicurezza e le prestazioni ambientali delle navi da crociera[4]
- 2017 Bruno Murari, come riconoscimento per i risultati nel campo ingegneristico raggiunti presso STMicroelectronics.[5]
- 2018 Panama Canal Authority
- 2019 George A. (Sandy) Thomson, in riconoscimento della leadership nell'innovazion del water-lubricated polymer propeller shaft bearings per il trasporto marittimo, eliminando così la necessità di lubrificazione ad olio.